# Melaleuca
Melaleuca es un género de plantas de la familia del mirto (Myrtaceae). Actualmente contiene unas 236 especies, que se encuentran únicamente en Australia y Oceanía.
De uso tópico, aromático y en regiones de América para consumo humano.

## Distribución
Unas 230 especies son endémicas de Australia, las pocas especies restantes se encuentran repartidas por Indonesia, Papúa Nueva Guinea, Nueva Caledonia e incluso en Malasia.

## Descripción
Las especies son generalmente arbustos y los árboles que crecen (dependiendo de la especie) de 2 hasta 30 m de altura, a menudo presentan una corteza que se desprende en placas escamosas. 
Las hojas son perennes, dispuestas alternas, de ovales a lanceoladas, de 1 a 25 centímetros de largo y de 0.5 a 7 centímetros de anchura, con un margen entero, verde oscuras a gris verdosas. 
Las flores se producen en racimos densos a lo largo de los tallos, cada flor con los pétalos pequeños finos y un paquete apretado de estambres. El color de las flores varía de blanco a amarillo, a verdoso rosado, o rojo pálido. 
La fruta es una cápsula pequeña que contiene numerosas y diminutas semillas.
El género Melaleuca está muy próximo a Callistemon, la diferencia principal entre los géneros es que los estambres están generalmente libres en Callistemon pero se agrupan en paquetes en Melaleuca.
En la naturaleza, las plantas de Melaleuca se encuentran generalmente en bosque, arbolado o matorral abierto, particularmente a lo largo de arroyos y de los bordes de los pantanos.

## Etimología
Los nombres comunes de muchos géneros de Australasia son inexactos e inútiles. En consecuencia, el nombre común mejor aceptado para las Melaleuca es simplemente melaleuca ; sin embargo la mayoría de las especies de mayor tamaño también se conocen como los árboles de la corteza de papel, y las especies más pequeñas como mirtos de miel. 
Algunas melaleucas se utilizan en la fabricación de los llamados aceite del árbol del té y llamados aceite esencial "del té", que es confuso, como "árbol del té" también se han utilizado para varias otras plantas, incluyendo Leptospermum, un género relacionado y superficialmente de aspecto similar. 
En especial, el árbol de la corteza de papel Melaleuca alternifolia fue denominado como el "árbol del té" pues se observó como su follaje cuando estaba empapado en agua produce un tinte marrón que se asemejaba débilmente a té que tomaban los primeros europeos, aunque se reconoció generalmente para ser solamente un substituto muy pobre (y potencialmente tóxico). 
Las aguas de superficie encharcada cerca de ejemplares de Melaleuca a veces presentan un color marrón, debido a la filtración de las hojas.

### Usos
En Australia, las especies de Melaleuca son las plantas base de alimentación de las larvas de las polillas hepialidas del género Aenetus entre las que se incluyen A. ligniveren. Las larvas se introducen horizontalmente en el tronco y descienden verticalmente. 
Los estudios científicos han demostrado que el aceite del árbol del té hecho de Melaleuca alternifolia es altamente eficaz tópico antibacteriano y antihongos, aunque puede ser tóxico cuando es ingerido internamente en dosis grandes o por los niños. En casos raros, los productos tópicos se pueden absorber por la piel y resultar en toxicidad. Luego de varias investigaciones se descubrió que este árbol es un derivado natural que mejora un gran número de padecimientos y problemas en la piel. Se ha demostrado que es una ayuda para casi todo tipo de problemas dermatológicos.[cita requerida]
Algunas especies de Melaleuca son plantas populares de jardín, en Australia y otras áreas tropicales mundiales. En Hawái y Florida en los Everglades, Melaleuca quinquenervia fue introducido para ayudar a drenar áreas pantanosas de bajo nivel. Actualmente se ha convertido en una seria amenaza como especie invasora.
Esta es considerada una especie invasiva, lo que significa que coloniza ecosistemas sin ningún mecanismo de control natural. El problema se agrava cuando no hay plaguicidas aprobados para controlar especies invasivas de la flora.
Otra área donde la invasión de esta planta es un problema es Puerto Rico. Comúnmente esto ocurre en los manglares del área noreste de la isla, donde como consecuencia ha habido una reducción en los niveles de agua dulce, un balance necesario del ecosistema. La introducción de este árbol en estos ecosistemas acuáticos fue a partir de siembras efectuadas en urbanizaciones cercanas como parte de los planes de reforestación urbana. Además, este, por ser un país tropical, se ve afectado por este árbol, que en Australia, Florida y otros países es conocido por haber crecido espontáneamente en varias localidades y desplazado tanto otras plantas nativas como animales en los humedales.
En los últimos años se ha visto en Puerto Rico un aumento en la siembra en los nuevos desarrollos urbanos del árbol importado, Melaleuca quinquenervia. En recientes proyectos en el área metropolitana y en recintos universitarios, podemos ver muchos de estos árboles ya sembrados.
Ante la actual crisis de abastos de agua que atraviesa Puerto Rico y la amenaza que representan los árboles de Melaleuca quinquenervia sembrados cerca del Lago Carraízo y sobre el acuífero de la Universidad de Puerto Rico, en Río Piedras entre otros, se ha creado una ley que prohíbe la posesión, venta, siembra y transporte de este árbol.
La Ley Núm. 28 fue creada el 28 de marzo de 2008; va dirigida a fomentar la conservación del ambiente y recursos. Además de esto se puede ver que la Constitución del Estado Libre Asociado de Puerto Rico en su Artículo VI, Sección 19 expone: "Será política pública del Estado Libre Asociado de Puerto Rico la más eficaz conservación de sus recursos naturales, así como el mayor desarrollo y aprovechamiento de los mismos para el beneficio general de la comunidad..."[cita requerida]
Melaleuca quinquenervia es un árbol que tiene la propiedad de secar el terreno donde es sembrado, pero en busca de una solución inmediata algunos expertos han encontrado que este árbol tiene algunas sustancias capaces de evitar el crecimiento de otras plantas consideradas como plagas en PR. Un ejemplo de esto el jacinto de agua, que invade los embalses, afectando la calidad del agua y la vida que allí se encuentra.

El aceite del árbol de té, se obtiene de la destilación de las hojas del árbol Melaleuca alternifolia que es originario de Australia. Los aborígenes de este país la han utilizado por sus numerosas propiedades desde hace cientos de años. En la medicina popular, se cree que el aceite esencial del árbol de té posee un efecto antiséptico triple: actúa contra las bacterias, hongos y virus, además, es bactericida, fungicida, antiviral, cicatrizante, balsámico antiinflamatorio, desodorante y expectorante. Las propiedades anti-acné, antisépticas y fungicidas están aceptadas y reconocidas por el departamento de salubridad australiano.[cita requerida]

## Galería de imágenes

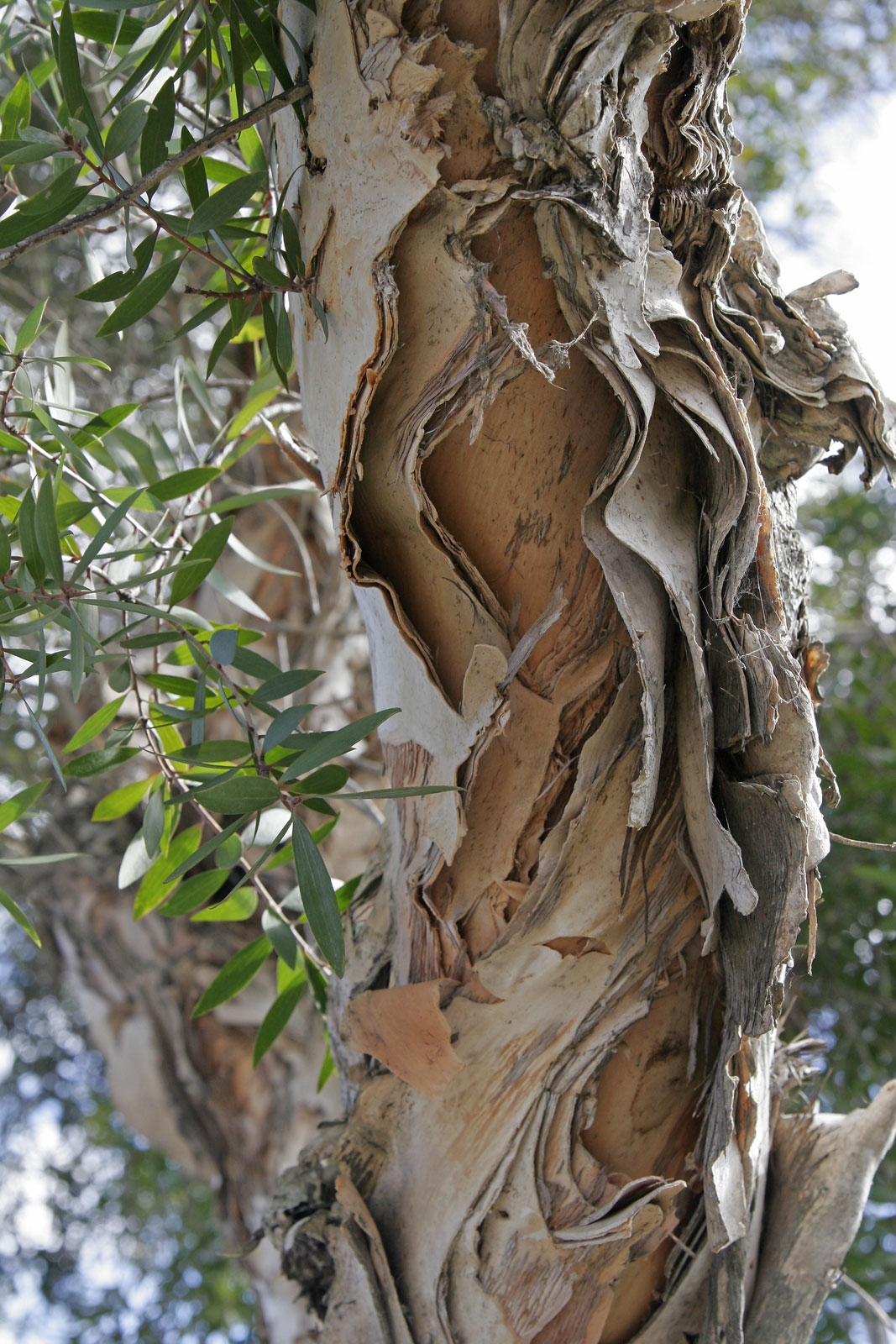
Un corteza de papel Melbourne
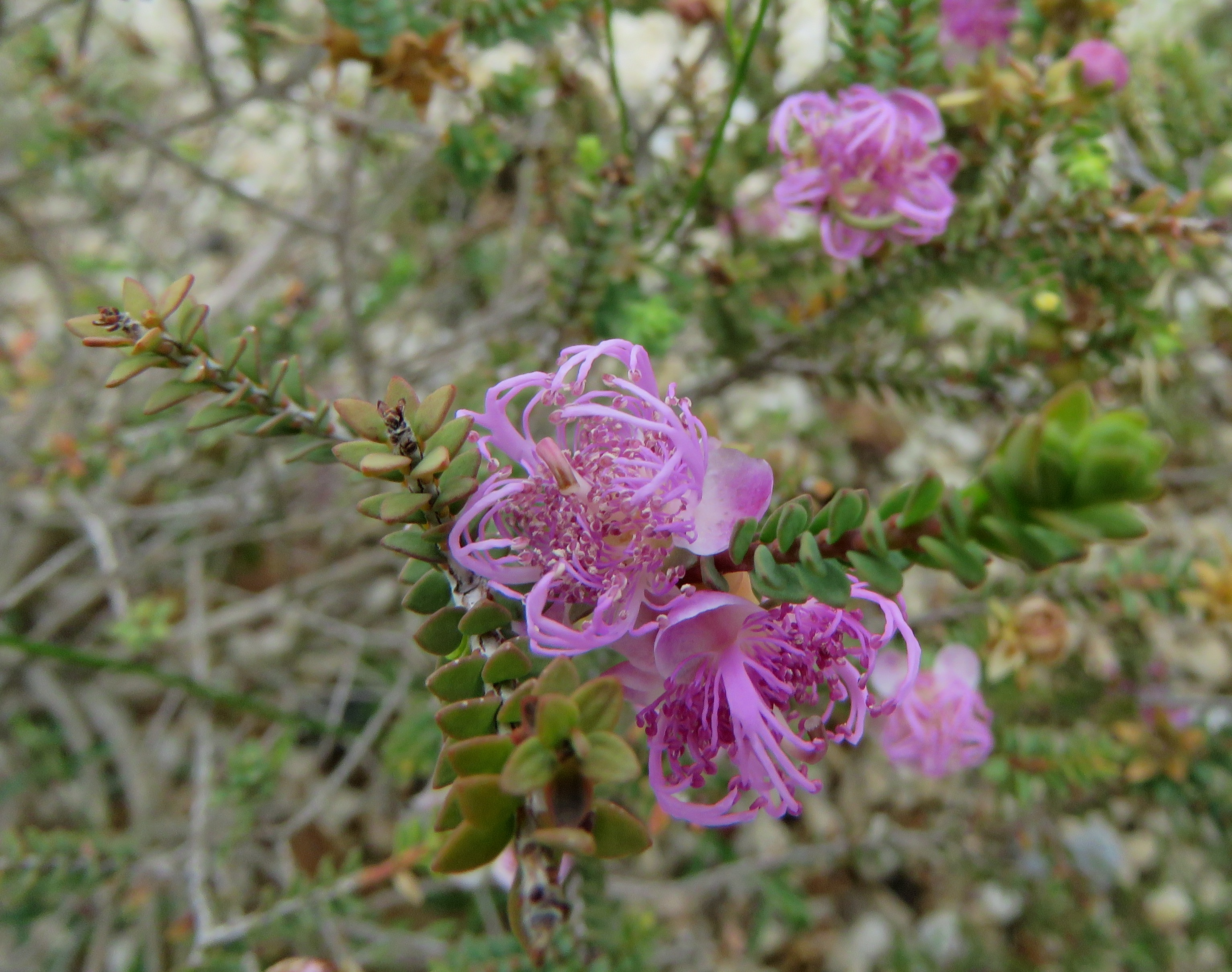
M. pulchella en Royal Botanic Gardens, Melbourne
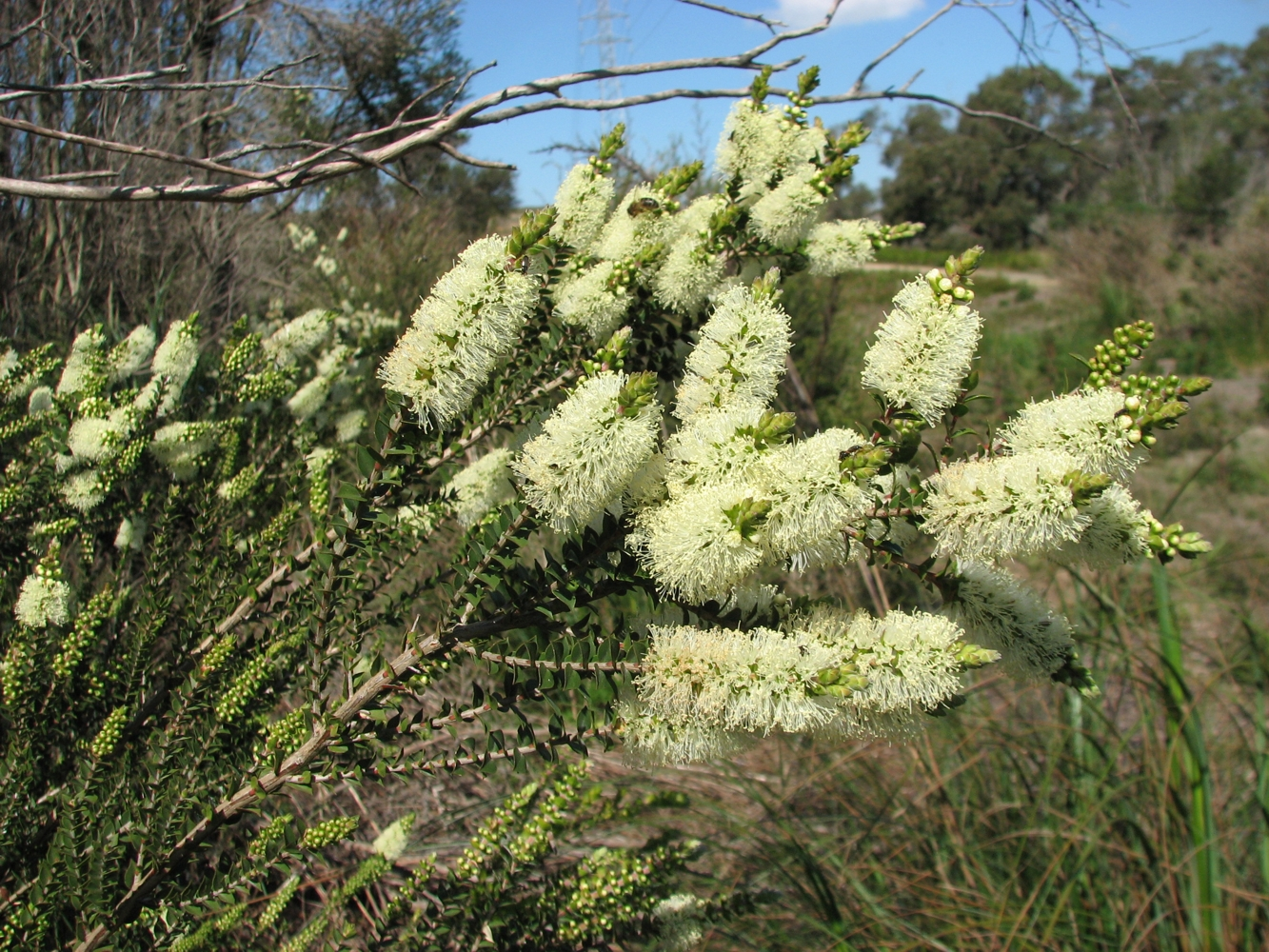
M. squarrosa en  Langwarrin Flora and Fauna Reserve
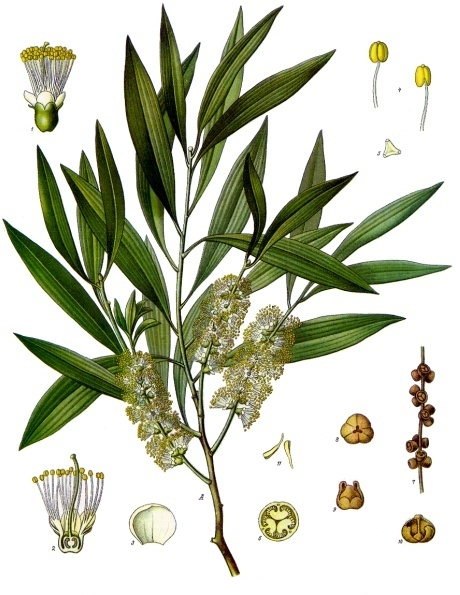
Ilustración del siglo XIX de Melaleuca leucadendra